# Katherine Jackson
Katherine Esther Jackson, född Katherine Esther Scrus, den 4 maj 1930 i Clayton, Alabama, är mest känd för att vara mor till bland andra Michael Jackson, Janet Jackson och medlemmarna i Jackson 5.
Katherine Jackson var gift med Joseph Jackson från 15 november 1949 till hans död i juni 2018. Tillsammans fick de barnen Rebbie, Jackie, Tito, Jermaine, La Toya, Marlon, Michael, Randy och Janet. Om man räknar med Brandon Jackson som dog vid födseln så har paret 10 barn. Hon har också varit vårdnadshavare för Michael Jacksons tre barn; Prince  Michael Jackson l, Paris-Michael Katherine Jackson och Price Michael (Blanket) Jackson ll. Detta efter att den legendariska sångaren gått bort i en överdos av läkemedelssubstansen propofol. Katherine Jackson är medlem i Jehovas vittnen. Vid två års ålder insjuknade hon i polio, vilket har gjort att hon haltar.